# Неведомський Леонід Віталійович
Леонід Віталійович Неведомський (нар. 13 жовтня 1939, Вітебськ, Білоруська РСР — пом. 3 червня 2018, Санкт-Петербург) — радянський і російський актор театру і кіно. Заслужений артист РРФСР (1983). Народний артист Росії (1994).

## Життєпис
Народився 13 жовтня 1939 р. у Вітебську.
Став професійним актором ще до вступу до театрального інституту — в 17 років був прийнятий у трупу Свердловського ТЮГу, куди його запросив головний режисер театру Володимир Мотиль, що став згодом відомим кінорежисером. Після ТЮГу працював у театрах Новгорода і Мурманська.
Закінчив Ленінградський державний інститут театру, музики і кінематографії (1967) і був прийнятий в трупу ленінградського АБДТ імені Горького.
Знімався в українських фільмах: «Стара фортеця» (1973), «Червоні дипкур'єри» (1978), «Повернення Будулая» (1985, т/ф, 4а).

## Фільмографія
- 1966 — «Гіркі зерна»
- 1968 — «Ступінь ризику»
- 1968 — «Джерело»
- 1973 — «Лист з юності»
- 1974 — «Земляки»
- 1975 — «Факт біографії»
- 1977 — «Зрадниця»
- 1977 — «Сім'я Зацепіних»
- 1983 — «Семен Дежньов»
- 1984 — «Дитячий патруль»
- 1985 — «З ювілеєм зачекаємо»
- 1988 — «Наш бронепоїзд»
- 1989 — «Обпалені Кандагаром»
- 2004 — «Конвой PQ-17»

та інші.

## Нагороди
- Лауреат вищої театральної премії Санкт-Петербурга «Золотий Софіт».
- Володар премії імені Миколи Симонова.
- Медаль Пушкіна (2004)[1]
- Нагороджений орденом «За заслуги перед Вітчизною» II ступеня в 2009 році.